# Cyphophoenix fulcita
Cyphophoenix fulcita es una especie  de  palmera (familia Arecaceae).   La  especie Cyphophoenix fulcitus está estrechamente relacionada con las palmas Campecarpus y Veillonia con la que comparte la cadena de islas de Nueva Caledonia.

## Descripción
El tronco alcanza los 15 m de altura, con diámetro de 13 cm de ancho, con el apoyo de unas raíces con cerca de 2 m de altura en masa de zanco.  Prominentemente anillados por las cicatrices de las hojas, los troncos son coronados por un alta vegetación de color verde a blanco con una base de protuberancia. Las hojas son pinnadas de hasta 3 m de largo con foliolos de 1 m de largo, un solo pliegue, de color verde oscuro, pecíolo y raquis escamoso a tomentoso.
La inflorescencia es interfoliar, una o dos veces ramificadas y peluda. Las flores masculinas y femeninas nacen en  tríadas en la base  y son solitarias o en pares.  El fruto es ligeramente ovoide, epicarpio liso, mesocarpio carnoso y fibroso, con una forma similar en forma de semillas. 

## Distribución y hábitat
Se limita al extremo sur de Nueva Caledonia donde crece en las bajas, húmedas y montañosas selvas tropicales y en rocas de serpentina.

## Taxonomía
Cyphophoenix elegans fue descrita por (Brongn. & Gris) H.Wendl. ex Salomon y publicado en Die Palmen 86. 1887.
Etimología
Cyphophoenix: nombre genérico compuesto por las palabras kyphos = "joroba", "encorvada", y phoenix = un nombre general para una palmera, quizás en referencia a la terminal prominente estigmática que se mantiene en la fruta.
fulcita: epíteto
Sinonimia
- Kentia fulcita Brongn. (1873).
- Campecarpus fulcitus (Brongn.) H.Wendl. ex Becc. (1920).[5]